# ZFC Meuselwitz
El ZFC Meuselwitz es un equipo de fútbol de Alemania que juega en la Regionalliga Nordost, la cuarta liga de fútbol más importante del país.

## Historia
Fue fundado en el año 1919 en la ciudad de Zipsendorf con el nombre Aktivist Zipsendorf, pero al final de la Primera Guerra Mundial lo cambiaron por el de BSG Aktivist Zipsendorf y se limitaron a jugar en las ligas regionales con pocos logros. Participaron en las divisiones bajas de la desaparecida Alemania Occidental y la antigua ciudad de Zipsendorf se unió dentro de la localidad de Meuselwitz en 1976 el equipo fue rebautizado como BSG Aktivist Meuselwitz.
En 1991 con la Reunificación de Alemania se unieron por poco tiempo con el SV Bergbau como antes el departamento de fútbol era independiente, primero como FV Zipsendorf y luego, en 1994como Zipsendorfer Fußballclub Meuselwitz.
Como antes, pasaron por los niveles más bajos del fútbol de Alemania, entre 1993 a 1997 jugaron en 4 divisiones diferentes hasta lacanzar la Landesliga Thuringia (V), donde permanecieron por 7 años.
En el 2004 ascendieron a la Oberliga Nordost-Süd, estando lejos de los puestos de ascenso, el cual consiguieron en la temporada 2010.

## Palmarés
- NOFV-Oberliga Süd (V): 1

2009
- Landesliga Thüringen (V): 1

2004
- Landesklasse Ost (V): 1

1997
- Kreisliga Altenburg (VI): 1

1994
- Bezirksliga Gera (VI): 1

1996
- Bezirksklasse Gera (VII): 1

1995